# Embraze
Embraze – fiński zespół heavymetalowy założony w 1994 r. w Oulu, w Finlandii przez Lauri Tuohimaa, Sami Siekkinen, Heidi Määttä, Olli-Pekka Karvonen i Ilkka Leskelä. Debiutancki album Laeh wydano wiosną 1998 przez Mastervox Records. W tym samym roku zaproszono Embraze do udziału w legendarnym festiwalu muzycznym w Finlandii Nummirock. Zespół wystąpił u boku Dream Theater, Slayera, Pantery oraz fińskich grup muzycznych Children of Bodom i Stratovarius.
Rok później grupa Embraze wydała swój drugi album, Intense. Zaraz po tym udali się w trasę po Finlandii, wspólnie z innym zespołem ze swojej wytwórni – Afterworld. W 2001 MTM Music GmbH wprowadził na europejski rynek Endless Journey. Embraze wzięli udział w Ilosaarirock-festiwal. Razem z nimi grali Anathema i Paradise Lost. Trzeci album Katharsis był nagrywany w Laponii. Został wydany w 2002 nakładem Low Frequency Records. W 2006 ukazał się piąty album Finów pt. The Last Embarce, nakładem Verikauha Records. Damski wokal wykonany przez Poison Ivy.
Muzycy Embraze współpracują z innymi fińskimi zespołami. Heidi grała na keyboardzie na wspólnej trasie Eternal Tears of Sorrow z Nightwishem i Sinergy. Lauri udziela się w For My Pain... obok sławnego Tuomasa Holopainena, a także w Charonie.
W 2009 roku zespół został rozwiązany.

## Dyskografia
Albumy
- Laeh – 1998
- Intense – 1999
- Endless Journey – 2001
- Katharsis – 2002
- The Last Embrace – 2006

Single
- Sin, Love and the Devil – 1999

Kompilacje
- Metalliliitto II
- Straight to Hell – A Tribute to Slayer
- Mastervox Metal Single
- Metal Rock Cavalcade II